# Familia H.P.
Familia H.P. – polski zespół hip-hopowy, działający od 1999 roku. Znany również pod nazwą Familia Hocoos Pocoos.
Początki grupy sięgają 1994 roku. Wówczas Oxy (MC) i DJ Joe (Jouleen) z łódzkiego osiedla Dąbrowa, wraz z Jędrzejem (MC) i Shopciem, producentem z osiedla Zarzew założyli zespół ponad nazwą Y.A.S.. Następnie miejsce Jędrzeja zajął Capsel. Później w składzie pojawiali się jeszcze m.in. Adit i Aisha. W styczniu 1999 roku do zespołu dołączył MC z Pabianic, Thomass, a odszedł Shopciu, wtedy także formacja przyjęła nazwę Familia H.P.. Produkcją częściowo zajął się Oxy. Z grupą współpracował także Raadradd. W 2000 roku ukazał się debiutancki album Familii H.P., Sprawdź sytuację, wydany nakładem wytwórni Gigant Records oraz Koch International. Zespół jest także jedną z grup projektu Eudezet Allstars, zrzeszającego artystów hip-hopowych z Łodzi, z którym to projektem wystąpił m.in. na winylowym EP Junoumi Records vol.I. W listopadzie 2002 roku, ukazał się kolejny album łódzkiej formacji – Miejskie wibracje wydany przez Blend Records. W 2003 roku Eudezet Allstars wydaje mixtape Eudezet Allstars vol.1, na którym to występuje także Familia. W 2007 roku grupa wydała swój trzeci album, Soundsystem, na którym gościnnie wystąpił amerykański raper Afu-Ra.

## Dyskografia
Albumy
| Tytuł                       | Dane dot. albumu                                              | Pozycja na liście | Sprzedaż       |
| Tytuł                       | Dane dot. albumu                                              | POL               | Sprzedaż       |
| --------------------------- | ------------------------------------------------------------- | ----------------- | -------------- |
| Sprawdź sytuację            | - Data: grudzień 2000 - Wydawca: Gigant Records               | —                 | - POL: 3 tys.+ |
| Miejskie wibracje           | - Data: 14 lutego 2002 - Wydawca: Blend Records               | —                 |                |
| Kilka słów wyjaśnień (EP)   | - Data: 25 marca 2004 - Wydawca: Slang Records                | —                 |                |
| Soundsystem                 | - Data: 11 czerwca 2007 - Wydawca: Embryo Nagrania            | —                 |                |
| Mamy to we krwi (EP)        | - Data: 17 czerwca 2009 - Wydawca: wydanie własne (nielegal)  | —                 |                |
| 42                          | - Data: 9 listopada 2009 - Wydawca: wydanie własne (nielegal) | 14                |                |
| Misja                       | - Data: 13 kwietnia 2012 - Wydawca: Jazz Sound                | —                 |                |
| Reguły gry                  | - Data: 20 kwietnia 2016 - Wydawca: wydanie własne            | —                 |                |
| "—" album nie był notowany. |                                                               |                   |                |

Inne
| Album                                                           | Rok  | Utwór | Źródło |
| --------------------------------------------------------------- | ---- | --- | ------ |
| Klan CD#10 (kompilacja)                                         | 1999 | Familia HP - "Mikrofonu siła" Familia HP - "Sprawdź sytuację (Remix)" | [ 13 ] |
| Kloszard - Stare wino                                           | 2000 | "Poruszam tłumem (Oxy RMX)" (gościnnie: Familia HP) | [ 14 ] |
| Klan CD#16 (kompilacja)                                         | 2001 | Familia HP - "Po co mówisz" | [ 15 ] |
| JuNouMi Records EP vol.3 (kompilacja)                           | 2003 | Familia HP - "Pozytyw" | [ 16 ] |
| Klan CD#29 (kompilacja)                                         | 2003 | Familia HP, Ekonom - "Pod naciskiem" | [ 17 ] |
| Polski Hiphop #02 (kompilacja)                                  | 2003 | Familia HP - "Nie ma utraconych chwil" | [ 18 ] |
| VIVA Hip Hop Vol.2 (kompilacja)                                 | 2003 | Familia HP - "A kiedy miasto zasypia" | [ 19 ] |
| DNA, GAL - Atak                                                 | 2005 | "Noc" (gościnnie: Familia HP) | [ 20 ] |
| P.A.G. & Magia - Romans na bitach                               | 2010 | "Reprezentuje" (gościnnie: Familia HP) | [ 21 ] |
| P.A.G. & Magia - Reprezentuje                                   | 2010 | "Reprezentuje (Hirass)" (gościnnie: Familia HP) "Reprezentuje (RDK Remix)" (gościnnie: Familia HP) "Reprezentuje (B.i.z.o.n. Remix)" (gościnnie: Familia HP) "Reprezentuje (PJ Remix)" (gościnnie: Familia HP) "Reprezentuje (Groch Remix)" (gościnnie: Familia HP) "Reprezentuje (Tyran Remix)" (gościnnie: Familia HP) "Reprezentuje (Fenster Remix)" (gościnnie: Familia HP) "Reprezentuje (Mike Panda Remix)" (gościnnie: Familia HP) | [ 22 ] |
| DJ Cube - Forfiter                                              | 2010 | "Forfiter 2" (gościnnie: Familia HP, PMM, DonGuralEsko, Skorup) | [ 23 ] |
| Voskovy - 5 złotych zasad                                       | 2012 | "Wracam" (gościnnie: Familia HP) | [ 24 ] |
| Centrum Eudezet Label - Nie Łódź Się Mixtape Vol.1 (kompilacja) | 2012 | Familia HP - "Na co czekasz?" | [ 25 ] |

## Teledyski
| Tytuł                                                | Rok  | Reżyseria/Realizacja               | Album             | Źródło |
| ---------------------------------------------------- | ---- | ---------------------------------- | ----------------- | ------ |
| "A kiedy miasto zasypia"                             | 2002 | —                                  | Miejskie wibracje | [ 26 ] |
| "Nie ma utraconych chwil"                            | 2002 | Grupa 13                           | Miejskie wibracje | [ 27 ] |
| "Kuloodporni / Bulletproof" gościnnie: Miodu, Afu-Ra | 2007 | Grupa 13                           | Soundsystem       | [ 28 ] |
| "Zawiść"                                             | 2007 | Graftom Studio                     | Soundsystem       | [ 29 ] |
| "Mamy to we krwi"                                    | 2009 | Dobre Kino Studio                  | Mamy to we krwi   | [ 30 ] |
| "Obiecana Ziemia" gościnnie: Afront, O.S.T.R., Zeus  | 2009 | Damian Michalak, Dobre Kino Studio | 42                | [ 31 ] |
| "Ogień"                                              | 2009 | Damian Michalak, Dobre Kino Studio | 42                | [ 32 ] |
| "Misja"                                              | 2012 | Damian Michalak                    | Misja             | [ 33 ] |